# Lucius Cornelius Lentulus Crus
Lucius Cornelius Lentulus Crus (98 v.Chr. - 48 v.Chr.) was een Romeins politicus. In 49 v.Chr. was hij consul, samen met Claudius Marcellus. Cornelius Lentulus behoorde tot de gens Cornelia, een van de belangrijkste patricische geslachten.

## Voor de Burgeroorlog
Lentulus wordt in 98 v.Chr. geboren in de gens Cornelia als tweede zoon van een zekere Publius. Hij zou volgens sommige bronnen de jongere broer geweest zijn van Publius Cornelius Lentulus Spinther. In de familie van de Cornelii Lentuli waren er veel succesvolle voorouders van Lentulus. In zijn jongere jaren vocht hij samen met Lentulus Spinther onder Gnaeus Pompeius Magnus tegen de rebellerende Sertorius in Hispania. Later zou hij ook 2 zonen gekregen hebben, waarvan er één Lucius Cornelius Lentulus Cruscellio werd genaamd.
In 61 v.Chr. was Lentulus, samen met 2 andere Cornelii Lentuli, de voornaamste aanklager in het proces tegen Publius Clodius Pulcher, die een jaar eerder tijdens het Bona Dea-festival als vrouw verkleed Caesars huis was binnengedrongen, vermoedelijk om Caesars vrouw Pompeia Sulla te ontmoeten.

## Aanloop naar de burgeroorlog
In de jaren voor de burgeroorlog ontstond er in de Romeinse politiek een schisma waarbij aan de ene zijde de populares, onder leiding van Caesar, en aan de andere zijde de optimates, onder leiding van Pompeius kwamen te staan. Lentulus zou naar de zijde van Pompeius evolueren omdat hij doorheen zijn politieke carrière schulden had opgebouwd, die hij zou kunnen terugbetalen met een gouverneurschap van een provincie die hem door Pompeius was beloofd.
In 58 v.Chr. werd hij tot praetor verkozen en in 49 v.Chr. werd hij consul samen met Gaius Claudius Marcellus Maior. Bij zijn consulverkiezing had hij Servius Sulpicius Galba, die als kandidaat van Caesar naar voor was geschoven, verslagen. Vanaf het moment van zijn aanstelling ijverde Lentulus voor een onmiddellijke confrontatie met Caesar die toen de functie van proconsul had.

## Burgeroorlog
Tijdens de burgeroorlog tussen Pompeius en Caesar stond hij dan ook aan de zijde van Pompeius en kort voordat Caesar Rome kon binnentrekken, wist Lentulus met een sluwe zet de staatsschat buiten Rome te brengen. Daarna verzamelden alle bondgenoten van Pompeius in Capua, waar Lentulus nog probeerde de gladiatoren tegen Caesar op te zetten. Vervolgens werd Lentulus de opdracht gegeven om in Asia minor 2 legioenen te ronselen, waar hij dan ook in slaagde. Deze troepen kon hij nog snel bij het leger van Pompeius brengen in Thessaloniki, waar deze overwinterde.
Kort voor de slag bij Dyrrhachium voerde hij nog geheime onderhandelingen met Caesar via Lucius Cornelius Balbus (minor). Na de nederlaag van Pompeius in de slag bij Pharsalus vluchtte Lentulus via Rhodos en Cyprus naar Egypte. Hij arriveerde in Pelusium de dag nadat Pompeius in opdracht van farao Ptolemaeus XIII was vermoord. Lentulus werd gevangengezet en korte tijd later terechtgesteld.

## Antieke bronvermeldingen
N.B.: Volledigheid is niet nagestreefd.
- Ant. 5.5
- App. BC 2.33,36-37 en 39; 2.76.316
- Bell. Alex. 68.2
- Caes. BC 1.1-6, passim, esp. 1.4-6,14,24; 3.4.1; 3.96.1; 3.104.3
- Chr.354
- Cic. Fam. 7.3.1, 16.11.3 ; 6.21,1 ;10.32,3; 8.4.1
- Cic. QF. 1.2.16
- Cic. Pis. 77
- Cic. Phil. 2.51
- Cic. Har. Resp. 37
- Cic. Att. 7.12-9.9, passim, esp. 7.21, en 24; 8.12A, 15.3.1 ; 8.9.4, en 11.5; 9.6.1; 9.7.b2 ;11.6.6
- Dio 41.1,3,6 en 12; 41.43
- Eutrop. 6.18.2-3
- Fast Cap. , Degrassi 56f. 132,496f
- Flor. 2.13.15
- Hirt. in Caes. BG 8.50.4
- Joseph. AJ 14.228,232,234,236 en 238
- Lucan 2.645-649; 5.16 ; 5.17ff ; 7.217f.A
- Oros. 6.15.2 en 4
- Petron. 124, lines 288-289
- Plut. Caes. 29-31, 33.4, 34.1, 35.1
- Plut. Pomp. 59, en 61-62
- Schol. Bob. 89 Stangl
- Suet. Iul. 29.2, en 34.1
- Vell.2.49.1-50.2, 51.3 en 53.1
- Vgl. 1,4,2